# Nyctemera browni
Nyctemera browni är en fjärilsart som beskrevs av W. Schultze 1908. Nyctemera browni ingår i släktet Nyctemera och familjen björnspinnare. Inga underarter finns listade i Catalogue of Life.